# Julafton
Julafton är en kristen högtid som inleder julen. Inom västkyrkan infaller julafton den 24 december och firas framförallt i Danmark, Finland, Norge, Polen, Portugal, Sverige och Ungern samt i vissa delar av Schweiz, Tyskland och Österrike. Inom östkyrkan som följer den julianska kalendern firas julafton 5 eller 6 januari. Julafton har kommit att bli en utpräglad familjehögtid då närmast anhöriga och släkt träffas, äter julmat och ofta ger varandra julklappar.
I länder såsom Irland, Italien, Storbritannien och USA är det istället juldagen den 25 december som är huvuddagen för firande med traditionell julmat och julklappar.

## Bakgrund
Kyrkligt sett är julafton dock endast aftonen den 24 december. Detta grundar sig i olika sätt att dela in dygnet. Det sekulära dygnet skiftar vid midnatt, medan det kyrkliga skiftar vid solens nedgång omkring klockan 18 (på höga breddgrader ofta långt före eller efter klockan 18 beroende på årstid). Detta går tillbaka till den judiska kalendern, där lördagens sabbat börjar på redan på fredagkvällen. Detta synsätt baseras på Bibelns skapelseberättelse: "Och det blev afton och det blev morgon, den första dagen." (1 Mos 1:5). Kyrkan har tagit över denna tideräkning och anser att söndagen börjar på lördag kväll – helgsmål. På samma sätt börjar även helgdagarna kvällen innan, varför juldagen alltså börjar på aftonen före – julafton. Julaftonen, julnatten och juldagen är alltså kyrkligt sett samma dygn. Den kyrkliga indelningen är i Sverige idag inte särskilt känd,[källa behövs] varför benämningen "julafton" kommit att uppfattas beteckna hela det sekulära dygnet 24/12, och julaftonen och juldagen därmed kommit att uppfattas som två olika dagar. Därav har även uppfattningen uppkommit att man i en del länder firar jul på julafton, i andra länder på juldagen. Kyrkligt sett är det dock samma dag och samma fest.
På de allra flesta arbetsplatser som inte inbegriper någon typ av samhällspliktig verksamhet, industriell verksamhet som inte kan stoppas eller är av typen servicefunktioner som måste uppehållas, är julafton en ledig dag liksom juldagen den 25 december. I Sverige fungerar den, liksom några andra aftnar (främst nyårsafton och midsommarafton), alltså i praktiken som en röd dag.
Natten mellan den 24 och 25 december kallas julnatten. Då firas i kyrkorna en högtidlig mässa; den som äger rum i Peterskyrkan i Vatikanstaten med påven som celebrant direktsänds i TV över hela världen. I folklig tradition är julnatten förknippad med en del skrock.

## Nordisk folktro
I gammal nordisk folktro omges julafton och julnatten av magi och skrock, så till exempel:
- sägs bland annat djuren kunna tala.
- ska gårdstomten till exempel ha lite av risgrynsgröten utsatt till sig. Får han inte den, kan han bli svår att tas med under det kommande året. Vanligtvis handlade det om att katten varit framme.
- likaså är det bra att sätta fram öl på bordet till änglarna, så kallad änglaöl.
- den som får mandeln som finns i gröten blir först gift.
- helst ska ljusen brinna hela natten, annars förebådar det dödsfall.
- att under julnatten återvände de dödas själar till sina hem, varför man satte fram mat åt dem.

Det finns också vidskepelse som säger att man på olika sätt kan se sin tillkommande under just julaftonskvällen, bland annat om man tittar i två speglar, en bakom sig och en framför sig. Den tillkommande kan också speglas i en vattenkälla.

## "Dopparedagen"

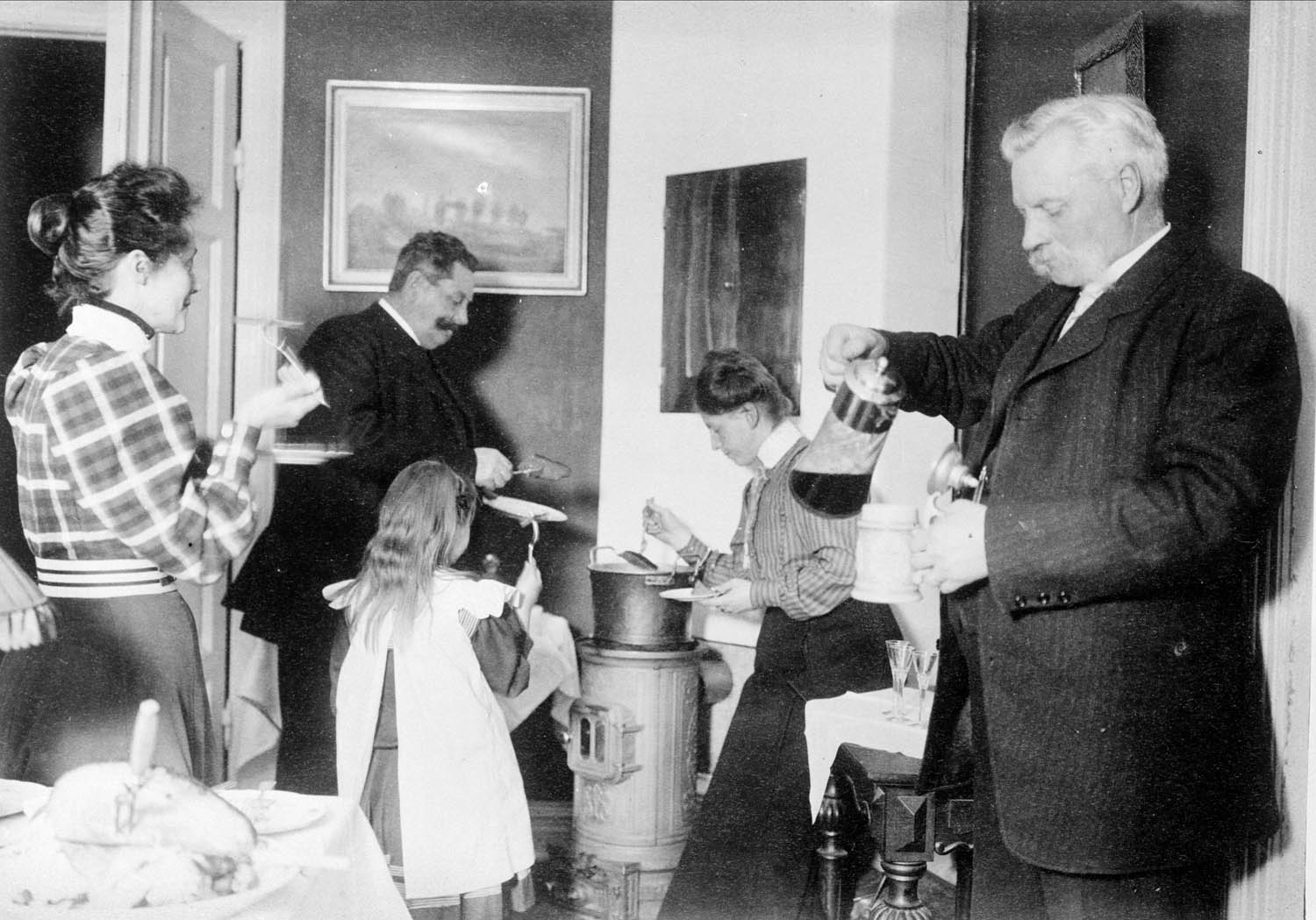
Dopp i grytan, Småland 1910.

Julafton kallas även dopparedagen eller dopparedan, det vill säga den dag då man doppar i grytan. Detta är en uteslutande svensk beteckning på julafton.